# Cantó de Niom
El cantó de Niom és un cantó francès del departament de la Droma, situat al districte de Niom. Té 18 municipis i el cap és Niom.

## Municipis
- Arpavon
- Aubres
- Châteauneuf-de-Bordette
- Chaudebonne
- Condorcet
- Curnier
- Eyroles
- Les Pilles
- Mirabèu
- Montaulieu
- Niom
- Piégon
- Saint-Ferréol-Trente-Pas
- Saint-Maurice-sur-Eygues
- Santa Jala
- Valouse
- Venterol
- Vinsobres

| Data d'elecció                           | Identitat       | Partit           | Qualitat |
| ---------------------------------------- | --------------- | ---------------- | -------- |
| 1949-1973                                | Pierre Jullien  | SFIO, després PS |          |
| 1973-1985                                | Jean Escoffier  | UDR, després RPR |          |
| 1985-1992                                | Jean Monpeyssen | PS               |          |
| 1992-2004                                | Michel Faure    | RPR, després UMP |          |
| 2004-                                    | Pierre Combes   | PS               |          |
| les dades anteriors no són pas conegudes |                 |                  |          |